# 激波 (天文物理)
激波在天文物理的環境中屢見不鮮。一些在天文物理中的激波例子如下：
- 太陽系的弓形震波（bow shock）：近年來一直在爭議太陽系中是否存在弓形震波[2]。
- 超新星殘骸驅動激波穿越星際物質（interstellar medium，ISM）。
- 當大質量恆星爆炸成為核心塌縮超新星產生激波[3]。
- 星雲的重力塌縮或分子雲之間的碰撞造成星際氣體的衝擊。
- 在星系團邊緣的吸積衝擊。

由於低密度的環境，多數天文學的激波是無碰撞。這意味著因為平均自由徑太大，經常超過系統的尺度，激波不是由兩個物體的庫倫碰撞形成的。人們普遍認為驅動這些激波的機制是電漿不穩定性，這是由電漿表面深度所掌控，因為它通常比自由路徑短得多。
眾所周知無碰撞的激波是非常高能量的高能粒子，雖然觀測上還不能明確證實高能量的光子是由質子、電子或者兩者都是，輻射出來的；一般都認為費米加速機制的加速產生高能粒子。人們通常都認超新星殘骸的激波在星際物質間的擴散造成激波，加速了在地球大氣層觀察到的宇宙射線。
在恆星環境中的激波，像是恆星內部核心塌縮形成的超新星爆炸，往往成為輻射介質激波。這種衝擊是光子與物質的墊子撞擊產生的，並且這種衝擊的下游是由輻射能量木度主導，而不是物質的熱能。
天文物理的激波有一種很重要的是相對論激波，這種激波的速度相較於光速是不能被忽略的。這種激波在天體的實質環境中，是既無碰撞也無輻射物質的一種。相對論激波的理論預期是在活躍星系核、伽瑪射線暴的噴流和某些類型的超新星爆炸的噴流。